# Wadagaon
Wadagaon es una  ciudad censal situada en el distrito de Pune en el estado de Maharashtra (India). Su población es de 14595 habitantes (2011). Se encuentra a 37 km de Pune.

## Demografía
Según el censo de 2011 la población de Wadagaon era de 14595 habitantes, de los cuales 7583 eran hombres y 7012 eran mujeres. Wadagaon tiene una tasa media de alfabetización del 87,85%, superior a la media estatal del 82,34%: la alfabetización masculina es del 92,83%, y la alfabetización femenina del 82,54%.